# 中澳友谊花园
中澳友谊花园是一个位于中华人民共和国广东省湛江市经济技术开发区的景点，于2006年8月23日开建，2007年9月26日建成，由湛江市与澳大利亚凯恩斯市共同建造，占地面积346000平方米，坐落于湛江海湾大桥西岸下，是湛江市与澳大利亚凯恩斯市缔结为友好城市后的一个象征建筑。

## 引用
1. ↑  . news.sohu.com.   [2022-08-11].
2. ↑  sina_mobile. . news.sina.cn. 2007-09-27  [2022-08-11].